# Larry Nance Jr.
Larry Donnell Nance, Jr. (Akron, Ohio, 1 de janeiro de 1993) é um jogador norte-americano de de basquete profissional que atualmente joga pelo Cleveland Cavaliers da National Basketball Association (NBA).
Ele jogou basquete universitário pela Universidade de Wyoming e foi selecionado pelo Los Angeles Lakers como a 27° escolha geral no Draft da NBA de 2015. Durante a temporada de 2017-18, Nance foi negociado com o Cleveland Cavaliers, com quem chegou às finais da NBA de 2018. Durante a offseason de 2021, ele foi negociado com o Portland Trail Blazers, que o negociou com o New Orleans Pelicans no meio da temporada 2021-22. Em 2025, na offseason, ele assinou um contrato de US$ 4 milhões em 1 ano com o Cleveland Cavaliers.

## Primeiros anos
Nance frequentou a Revere High School, perto de Akron, Ohio. Ele teve uma média de 18,2 pontos, 9,5 rebotes e 3,0 bloqueios por jogo em seu último ano.

## Carreira universitária
Em sua carreira universitária de quatro anos na Universidade de Wyoming, Nance obteve médias de 11,3 pontos, 6,6 rebotes, 1,4 assistências, 1,1 roubadas de bola e 1,1 bloqueios em 123 jogos.

## Carreira profissional

### Los Angeles Lakers (2015–2018)
Em 25 de junho de 2015, Nance foi selecionado pelo Los Angeles Lakers como a 27° escolha geral no Draft da NBA de 2015. Em 10 de julho, ele assinou seu contrato de novato com os Lakers.
Ele estreou na NBA em 6 de novembro contra o Brooklyn Nets, registrando seis pontos e cinco rebotes em uma vitória por 104-98. Em 7 de dezembro, ele teve seu primeiro jogo como titular pelos Lakers contra o Toronto Raptors. Em 27 de dezembro, ele teve seu primeiro duplo-duplo da carreira com 17 pontos e 11 rebotes em uma derrota por 112-96 para o Memphis Grizzlies.
Em 3 de novembro de 2017, Nance foi descartado por quatro a seis semanas depois de fraturar o segundo metacarpo em sua mão esquerda na noite anterior contra o Portland Trail Blazers. Ele perdeu 11 jogos como resultado.
Em 192 jogos pelos Lakers, Nance teve médias de 21.5 minutos, 7.1 pontos, 5.9 rebotes, 1.2 assistências e 1.2 roubadas de bola.

### Cleveland Cavaliers (2018–2021)

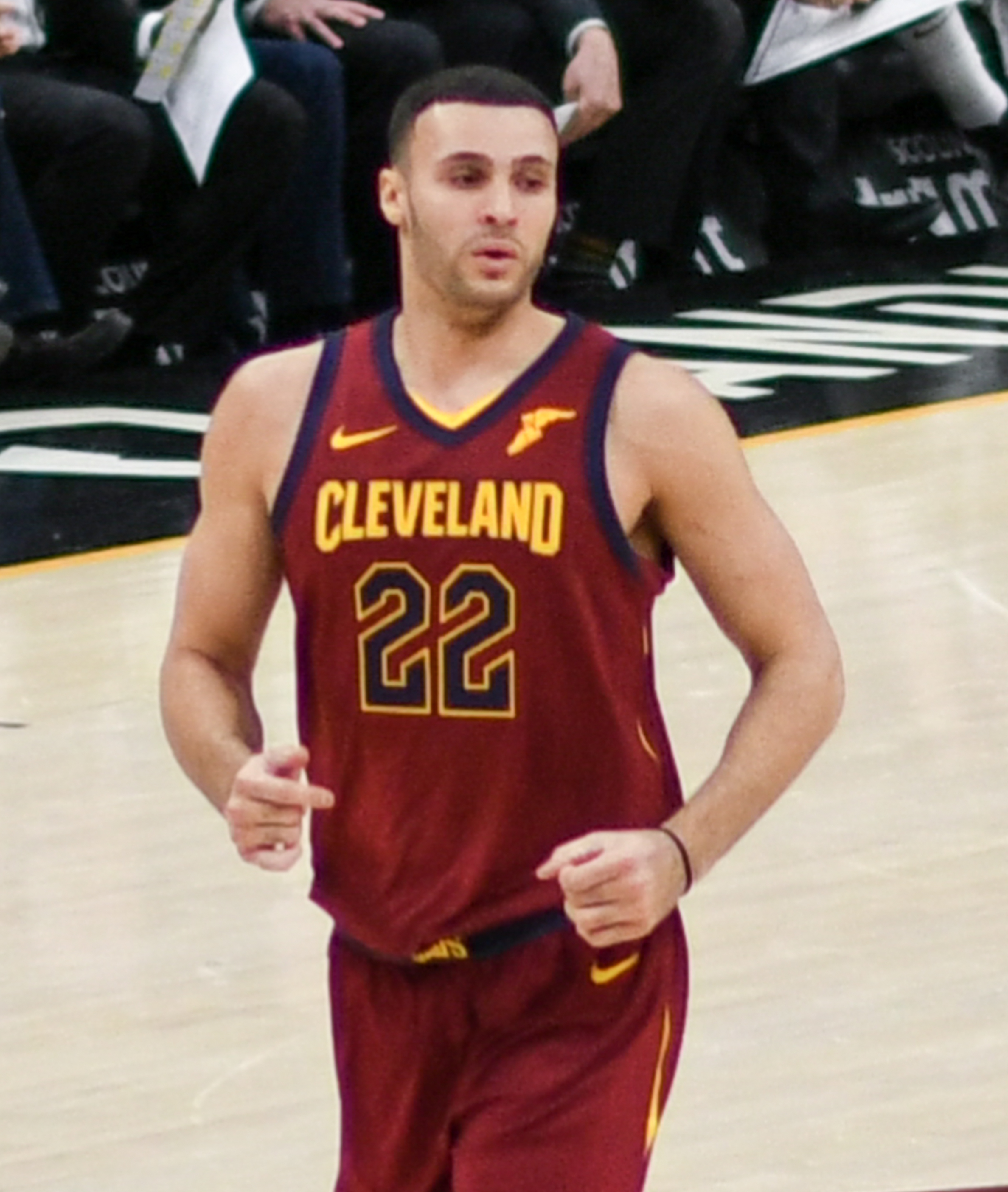
Nance em 2018

Em 8 de fevereiro de 2018, Nance foi negociado, juntamente com Jordan Clarkson, para o Cleveland Cavaliers em troca de Isaiah Thomas, Channing Frye e uma seleção da primeira rodada do Draft de 2018. Ele usa a camisa número 22 que foi aposentada em homenagem a seu pai, Larry Nance. 
Em 5 de março de 2018, ele fez 22 pontos e 15 rebotes em uma vitória contra o Detroit Pistons por 112-90. Nance ajudou os Cavaliers a chegar às Finais da NBA em 2018, onde eles perderam por 4-0 para o Golden State Warriors.
Em 15 de outubro de 2018, Nance assinou uma extensão de contrato de quatro anos e US $ 44,8 milhões com os Cavaliers. Em 18 de dezembro de 2018, ele teve 15 pontos, 16 rebotes e seis assistências em uma vitória por 92-91 sobre o Indiana Pacers. Em 8 de janeiro de 2019, contra o Pacers, ele sofreu uma entorse no joelho direito e perdeu oito jogos. Em 8 de fevereiro, ele registrou 19 rebotes em uma derrota por 119-106 no Washington Wizards.

### Portland Trail-Blazers (2021-2022)
Nance foi negociado, em uma troca envolvendo três times (Portland Trail-Blazers, Chicago Bulls e Cleveland Cavaliers), para o Portland Trail-Blazers na temporada 2021-2022. Troca essa que viu Cleveland receber Lauri Markkanen dos Bulls e Chicago receber Derrick Jones Jr.. e escolhas no draft como compensação. Larry Nance Jr. atuou apenas uma temporada pelo Portland Trail-Blazers, na qual jogou 37 jogos e manteve médias de 6,9 pontos e 5,6 rebotes por jogo.

### New Orleans Pelicans (2022–2024)
O pivô foi novamente negociado na temporada seguinte, desta vez com o New Orleans Pelicans, em troca que viu os Trail-Blazers mandarem, além de Nance, C.J. McCollum e Tony Snell ao time de New Orleans. Em contrapartida, o time do Portland Trail-Blazers recebeu Josh Hart, Nickeil Alexander-Walker, Tomas Satoransky e Didi Louzada, bem como uma pick protegida do draft de 2022. Três dias depois, Nance passou por uma cirurgia artroscópica no joelho direito.
Em 1º de outubro de 2022, Nance assinou uma extensão de contrato de dois anos e US$ 21,6 milhões com os Pelicans.

### Atlanta Hawks (2024–Presente)
Em 6 de julho de 2024, Nance, junto com E. J. Liddell, Dyson Daniels, Cody Zeller, uma escolha de primeira rodada de 2025 e uma escolha de primeira rodada de 2027, foi negociado com o Atlanta Hawks em troca de Dejounte Murray.

## Estatísticas da carreira

### NBA

#### Temporada regular
| Ano      | Equipe      | PJ  | PT  | MPJ  | AP   | 3P   | LL    | RT  | AS  | BR  | TO | PPJ  |
| -------- | ----------- | --- | --- | ---- | ---- | ---- | ----- | --- | --- | --- | -- | ---- |
| 2015–16  | L.A. Lakers | 63  | 22  | 20.1 | .527 | .100 | .681  | 5.0 | .7  | .9  | .4 | 5.5  |
| 2016–17  | L.A. Lakers | 63  | 7   | 22.9 | .526 | .278 | .738  | 5.9 | 1.5 | 1.3 | .6 | 7.1  |
| 2017–18  | L.A. Lakers | 42  | 17  | 22.0 | .601 | .250 | .632  | 6.8 | 1.4 | 1.4 | .5 | 8.6  |
| 2017–18  | Cleveland   | 24  | 10  | 20.8 | .550 | .125 | .720  | 7.0 | 1.0 | 1.2 | .8 | 8.9  |
| 2018–19  | Cleveland   | 67  | 30  | 26.8 | .520 | .337 | .716  | 8.2 | 3.2 | 1.5 | .6 | 9.4  |
| 2019–20  | Cleveland   | 56  | 10  | 26.3 | .531 | .352 | .676  | 7.3 | 2.2 | 1.0 | .4 | 10.1 |
| 2020–21  | Cleveland   | 35  | 27  | 31.2 | .471 | .360 | .612  | 6.7 | 3.1 | 1.7 | .5 | 9.3  |
| 2021–22  | Portland    | 37  | 11  | 23.2 | .515 | .306 | .653  | 5.6 | 2.0 | 1.0 | .4 | 6.9  |
| 2021–22  | New Orleans | 9   | 0   | 20.2 | .551 | .500 | 1.000 | 4.3 | .9  | .6  | .8 | 7.3  |
| 2022–23  | New Orleans | 65  | 1   | 21.2 | .610 | .333 | .696  | 5.4 | 1.8 | .9  | .6 | 6.8  |
| 2023–24  | New Orleans | 61  | 0   | 19.9 | .573 | .415 | .770  | 5.0 | 1.9 | 1.0 | .3 | 5.7  |
| Carreira | Carreira    | 522 | 135 | 23.1 | .542 | .305 | .717  | 6.1 | 1.7 | 1.1 | .5 | 7.7  |

#### Playoffs
| Ano      | Equipe      | PJ | PT  | MPJ  | AP   | 3P   | LL   | RT  | AS  | BR | TO | PPJ |
| -------- | ----------- | -- | --- | ---- | ---- | ---- | ---- | --- | --- | -- | -- | --- |
| 2018     | Cleveland   | 20 | 0   | 15.4 | .683 | .000 | .452 | 4.5 | .9  | .8 | .7 | 4.8 |
| 2022     | New Orleans | 6  | 0   | 21.6 | .564 | .222 | .818 | 5.8 | 1.8 | .5 | .3 | 9.2 |
| 2024     | New Orleans | 4  | 0   | 21.1 | .588 | .250 | .667 | 8.3 | 1.8 | .5 | .0 | 6.3 |
| Carreira | Carreira    | 30 | 135 | 19.3 | .611 | .157 | .645 | 6.2 | 1.5 | .6 | .3 | 6.7 |

### Universitário

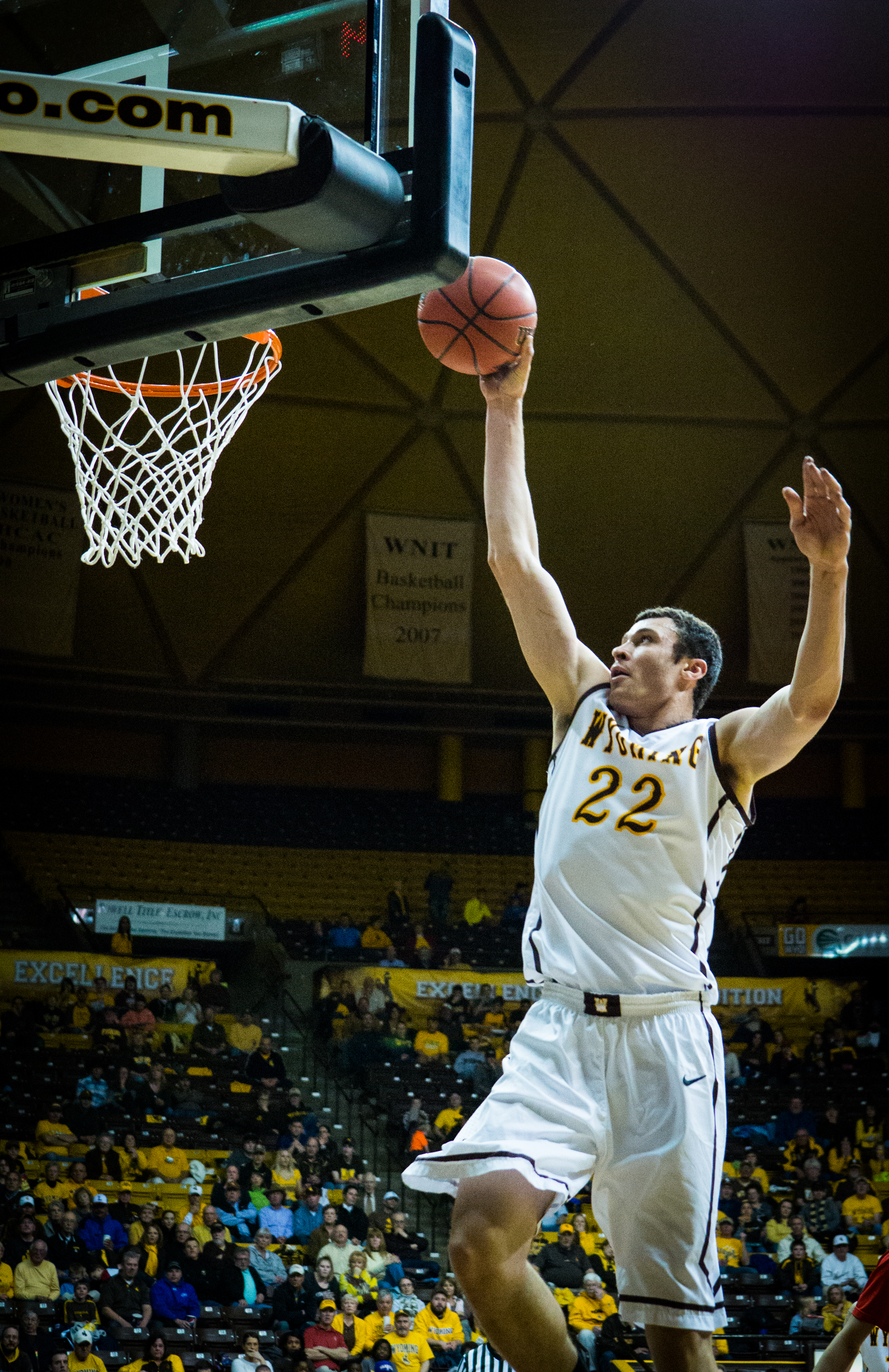
Nance indo para uma enterrada em 2014

| Ano      | Equipe   | PJ  | PT | MPJ  | AP   | 3P   | LL   | RT  | AS  | BR  | TO  | PPJ  |
| -------- | -------- | --- | -- | ---- | ---- | ---- | ---- | --- | --- | --- | --- | ---- |
| 2011–12  | Wyoming  | 33  | 0  | 17.9 | .462 | .333 | .814 | 4.0 | .4  | .8  | .6  | 4.1  |
| 2012–13  | Wyoming  | 33  | 33 | 32.0 | .533 | .345 | .750 | 6.9 | 1.2 | 1.3 | .7  | 10.7 |
| 2013–14  | Wyoming  | 26  | 26 | 34.7 | .544 | .243 | .758 | 8.6 | 1.6 | 1.4 | 2.1 | 15.4 |
| 2014–15  | Wyoming  | 31  | 31 | 34.9 | .514 | .333 | .786 | 7.2 | 2.5 | 1.2 | 1.2 | 16.1 |
| Carreira | Carreira | 123 | 90 | 29.8 | .513 | .313 | .777 | 6.6 | 1.4 | 1.1 | 1.1 | 11.5 |

Fonte:

## Vida pessoal
Nance é filho de Larry Nance, ex-jogador profissional de basquete que jogou no Cleveland Cavaliers e no Phoenix Suns.  Nance Sr. foi três vezes selecionado para o All-Star Game e venceu o primeiro Slam Dunk Contest da liga. Nance Jr. foi um participante do Slam Dunk Contest de 2018, ficando em segundo lugar. Uma das enterradas do mais jovem Nance foi uma homenagem ao seu pai, pois ele vestiu um uniforme retrô do Phoenix Suns de 1984 e fez uma enterrada como seu pai havia feito naquele ano para vencer o concurso inaugural de enterradas. Larry Sr. e Jr. mais tarde se juntaram para uma enterrada alley-oop, com o mais velho Nance jogando a bola para seu filho, que a acertou na cesta.
A irmã mais velha de Nance Jr., Casey, jogou basquete na Revere High School e na Universidade Dayton por quatro anos. O irmão mais novo de Nance Jr., Pete, também jogou basquete na Revere High School e jogou basquete universitário na Northwestern. Atualmente, ele joga no Philadelphia 76ers da NBA.
Aos 16 anos, Nance Jr. foi diagnosticado com a doença de Crohn. Em 2018, Larry se casou com sua namorada de longa data, Hailey Pince.

Fora da NBA, Nance torce pelo clube de futebol Leeds United e se tornou sócio em 2023 como membro da 49ers Enterprises, o braço de investimentos do San Francisco 49ers.